# Fanfare (Mr.Childrenの曲)
『fanfare』（ファンファーレ）は、日本のバンド・Mr.Childrenの楽曲。自身の2作目の配信限定シングルとして、トイズファクトリーからダウンロード配信で2009年12月2日に発売された。

## 概要
前作『花の匂い』から約1年1か月ぶりのシングルで、前作に続いて配信限定シングルとなった。16thアルバム『SENSE』収録曲で唯一のシングル曲である。Mr.Childrenが2009年にリリースした唯一のシングルとなっており、2009年はMr.ChildrenがCD作品をリリースしない初めての年となった。

## 収録曲
| #  | タイトル    | 作詞・作曲 | 編曲                   | 時間 |
| -- | ----------- | ---------- | ---------------------- | ---- |
| 1. | 「fanfare」 | 桜井和寿   | 小林武史 & Mr.Children | 6:15 |

## 楽曲解説
1. fanfare
  - 東映系アニメ映画『ONE PIECE FILM STRONG WORLD』主題歌[2]。
  - 『ONE PIECE』の作者尾田栄一郎がMr.Childrenのファンであり、尾田のラブコールによって書き下ろされた楽曲[3]。歌詞には「航海」「宝物」「帆」などといったワンピースの世界観を表わす言葉が用いられている[3]。
  - シングルバージョンとアルバムバージョンが存在し、アルバム『SENSE』に収録されているバージョンは、桜井和寿曰く「もうちょっとバンド寄りのアレンジにしたい」という理由でリミックスが施されている[4]。
  - 主題歌の話が決まった後、尾田の自身の思いと映画全体の方向性や内容を綴った手紙をもとに制作された[3][5]。
  - Mr.Children初のアニメ映画主題歌で、アニメタイアップはOVA『湘南爆走族』の主題歌「虹の彼方へ」以来約16年ぶり2度目となる。
  - ライブの定番曲で、『Mr.Children DOME TOUR 2009 SUPERMARKET FANTASY』で初披露となった。このときはオリジナルバージョンでの披露であったが、『Mr.Children TOUR 2015 REFLECTION』を除く以降のライブではキーを半音下げたアレンジで披露されている。

## 演奏
fanfare
- Mr.Children
  - 桜井和寿：Vocal, Guitar
  - 田原健一：Guitar
  - 中川敬輔：Bass
  - 鈴木英哉：Drums
- 小林武史：Keyboards
- 山本拓夫：Sax
- 西村浩二：Trumpet
- 菅坂雅彦：Trumpet
- 中川英二郎：Trombone
- 片岡雄三：Trombone
- 山城純子：Bass trombone
- 四家卯大ストリングス：Strings
- 四家卯大：Strings
- 沖祥子：Strings

## テレビ出演
発売直後はテレビ出演はなかったが、2012年に同曲が収録されたベスト・アルバム『Mr.Children 2005-2010 <macro>』発売のタイミングで初披露された。
| 番組名       | 日付         | 放送局     | 演奏曲                  |
| ------------ | ------------ | ---------- | ----------------------- |
| Music Lovers | 2012年5月6日 | 日本テレビ | fanfare 祈り 〜涙の軌道 |

## ライブ映像作品
fanfare
| 作品名                                                       |
| ------------------------------------------------------------ |
| Mr.Children DOME TOUR 2009 SUPERMARKET FANTASY IN TOKYO DOME |
| Mr.Children Tour 2011 SENSE                                  |
| Mr.Children STADIUM TOUR 2011 SENSE -in the field-           |
| MR.CHILDREN TOUR POPSAURUS 2012                              |
| Mr.Children [(an imitation) blood orange] Tour               |
| Mr.Children REFLECTION {Live & Film}                         |
| Mr.Children DOME & STADIUM TOUR 2017 Thanksgiving 25         |
| Mr.Children 30th Anniversary Tour 半世紀へのエントランス     |

## 収録アルバム
- 『SENSE』（アルバムバージョン）
- 『Mr.Children 2005-2010 <macro>』（シングルバージョン）
- 『Mr.Children 2003-2015 Thanksgiving 25』